# Henry St John-Mildmay (5e baronnet)
Henry Bouverie Paulet St John-Mildmay, 5e baronnet (1810 - 16 juillet 1902), de Dogmersfield Park, Hampshire, est un propriétaire foncier anglais et officier de l'armée britannique.

## Biographie

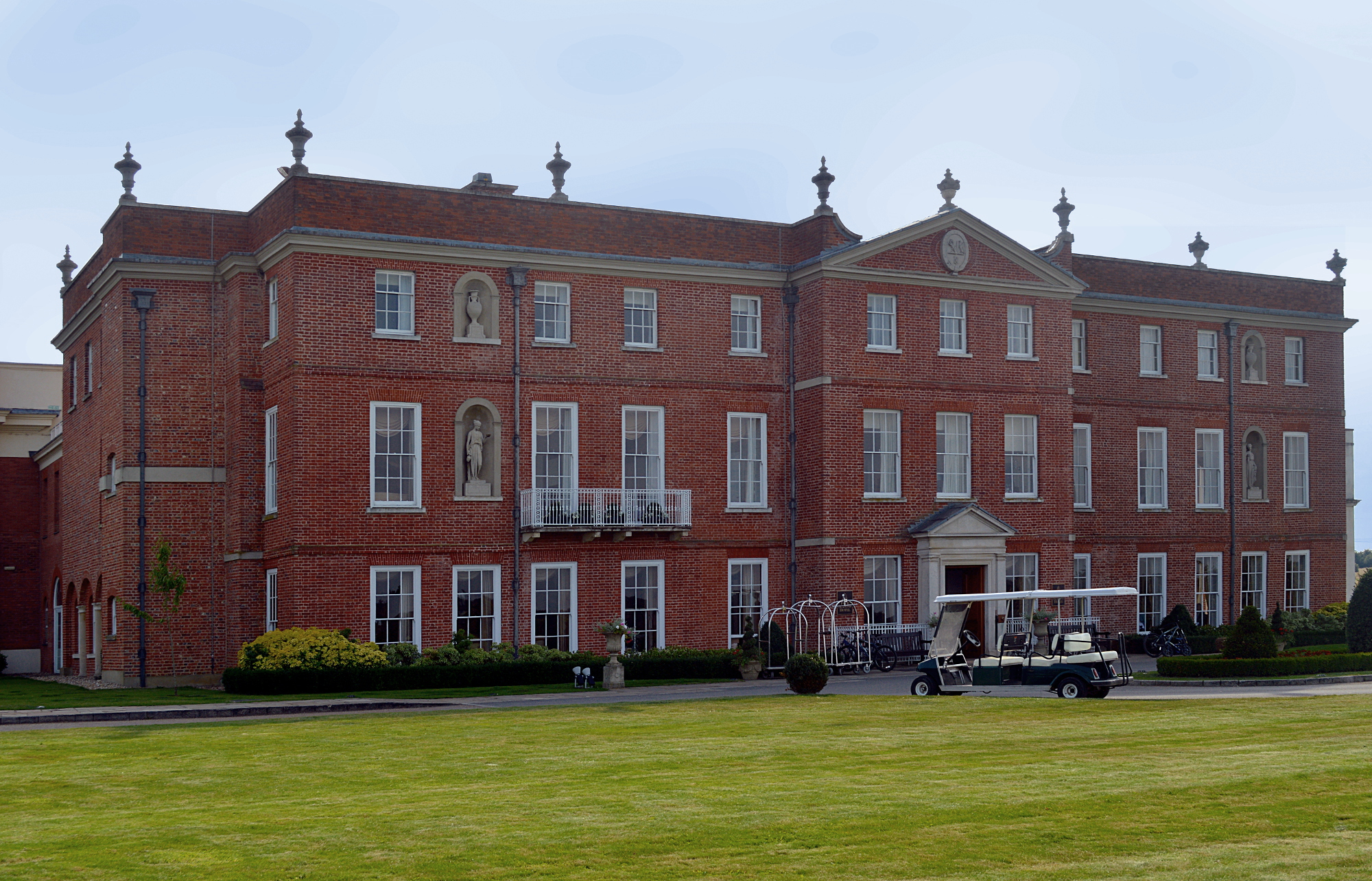
Dogmersfield Park - le siège de St John-Mildmay

St John-Mildmay est né en 1810, fils de Henry St John-Mildmay (4e baronnet) et de Charlotte Bouverie. Il succède à son père comme baronnet en 1848.
Il est nommé officier dans le 2nd Dragoon Guards, où il devient major avant de démissionner. Il est ensuite commandant et plus tard colonel honoraire du North Hampshire Yeomanry. Servant en tant que haut shérif du Hampshire en 1862, il est également sous-lieutenant du comté.
St John-Mildmay épouse, en 1851, Helena Shaw Lefevre, fille de Charles Shaw-Lefevre, 1er vicomte Eversley et de sa femme Emma Laura Whitbread. Lady St John-Mildmay est décédée en 1897. Ils ont sept enfants, dont deux filles meurent jeunes :
- Jane Emma (1851-1928), qui épouse James Martin Carr-Lloyd.
- Henri Paulet (1853-1916)
- Hélène Charlotte (1854–1867)
- Laura Catherine (1856–1866)
- Constance Mary (1859-1930), qui épouse Sir John Arthur Beach Wellington
- Gerald Anthony Shaw-Lefevre-St John-Mildmay, 7e baronnet (1860–1929)
- Carew Hervey Mary (1863–1937); épouse Elizabeth Roper, fille d'Henry Roper (arrière-petit-fils de Henry Roper, 8e baron Teynham et d'Anne Lennard, fille de Thomas Lennard, 1er comte d'Essex) et de Charlotte Lydia Pleydell-Bouverie, petite-fille de Jacob Pleydell-Bouverie (2e comte de Radnor). Ils ont six enfants.

Henry meurt à Dogmersfield Park le 16 juillet 1902 et est remplacé par son fils aîné Henry Paulet St John-Mildmay.